# 金庾信
金庾信（595年—673年），朝鮮三國時代新羅國的大將，亦是在新羅時代統一朝鮮半島的最大貢獻者。金庾信的血統併合了新羅國與駕洛國（又稱金官伽倻，伽倻諸國之一）二國的姻親，父親金舒玄及母親金萬明分別是駕洛國與新羅國的王族，因此金庾信是新羅王族的一分子。《三国史记》説金庾信是來自黄帝之子少昊。後來，他的妹妹文明夫人嫁給了新羅武烈王金春秋，更誕下了文武王金法敏；而金庾信自己亦娶了武烈王的三女智炤夫人。因此，金庾信既是新羅王室的女婿，更是新羅文武王的舅舅，關係相當密切。

## 生平
金庾信自少便有卓越的軍事才能。十五歲時，他就已經是花郎組織的將領，擅長劍術，十八歲時更成為了「國仙」（花郎的領袖）。三十四歲成為了新羅國的重要將領。
公元647年，善德女王死後，金庾信與金春秋共同輔助真德女王主理國政。及至真德女王逝世，金春秋便登基為武烈王，金庾信以國家名將的身份輔助武烈王。當時新羅國與唐朝聯手，跟百濟、倭國連合軍決戰，在660年金庾信参与唐罗联军消滅百濟；668年唐罗联军消滅高句麗的军事行动，为新罗的主要指挥官。
668年12月，文武王表贈金庾信為「太大角干」，這是一個新設置的極高階官位，比新羅國官位系統中最上層的「大角干」官階更高。673年7月1日，金庾信去世，享年79歳。他的逝去令文武王感到相當悲痛，嘆息不已。賜予一千匹帛及二千石租。興德王年間，追封金庾信為「純忠壯烈興武大王」。

## 軼話
- 韓國道教典籍《月汀先生集》中曾經記載一段以金庾信為主角的誌異作品。內容大致講述金庾信某次行軍到郭山一帶，被女鬼以琴弦索命，幸得一位姓鄭的書生（有說法指鄭姓書生其實就是金庾信的業師鄭希良）相助驅鬼，再向金庾信授以假死之法，方保無虞。可是金庾信自此精神恍惚，失魂落魄，結果三年後猝然死去。
- 韓國江陵端午祭所祭拜的對象「十二山神」之中，金庾信也在其中。
- 金庾信墓現存於慶州國立公園之中，是旅遊熱點。
- 國際跆拳道聯盟共有二十四套拳法，當中有一式名為「庾信」，表示紀念民族英雄金庾信。
- 韓國電影《黃山伐》描述唐朝新羅聯軍與百濟倭國聯軍的戰事，由鄭進永飾演金庾信。
- 韓國電視劇《淵蓋蘇文》中有金庾信一角，由李宗秀飾演。
- 韓國電視劇《善德女王》中有金庾信一角，由李玹雨、嚴泰雄飾演。
- 韓國電視劇《大王之夢》描述武烈王、善德女王及金庾信之間的故事，由盧英學、金佑錫飾演金庾信一角。

## 外部連結
- 花郎道 - 金庾信 （页面存档备份，存于）